# Himalaizm

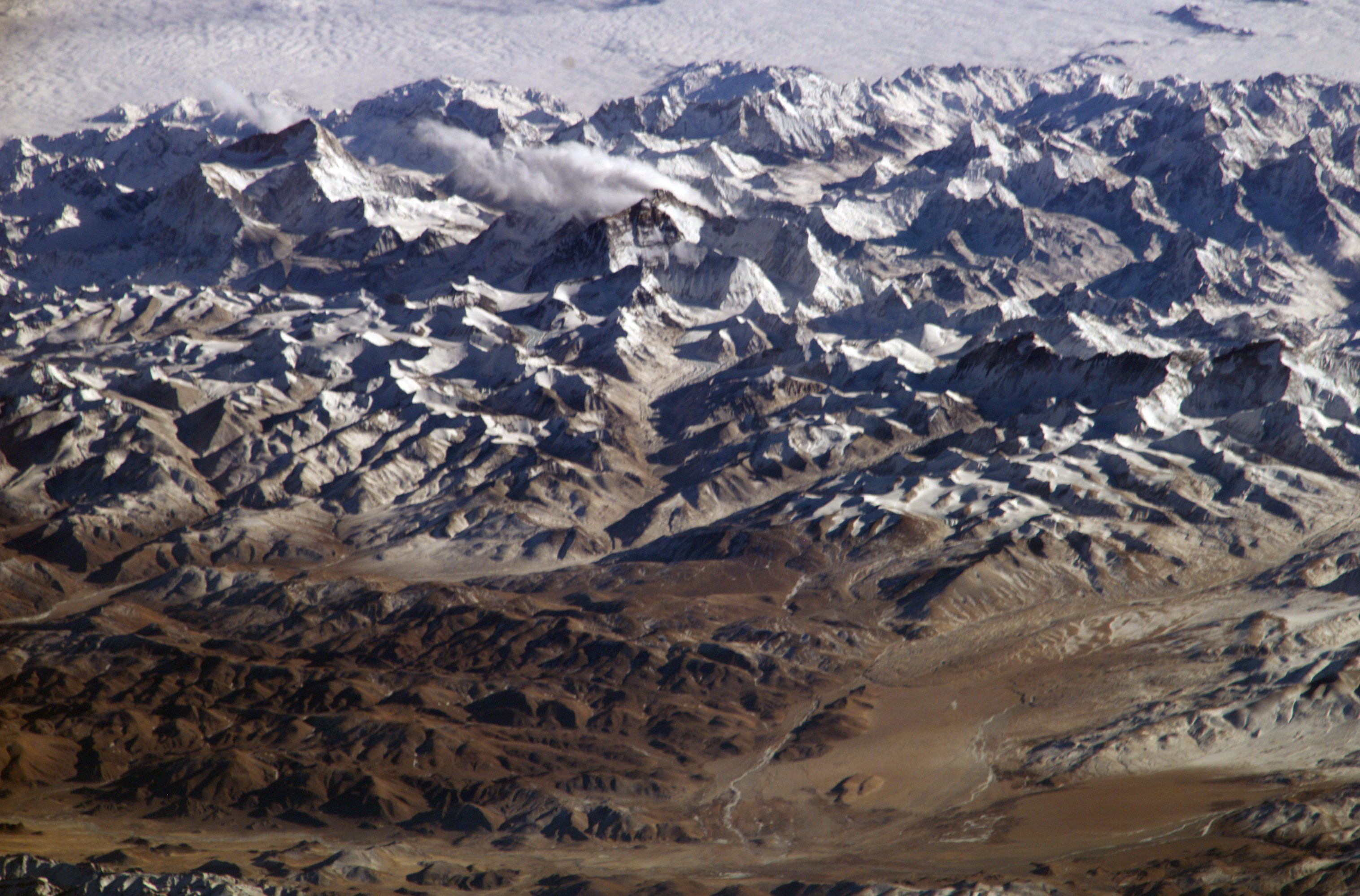
Widok na Himalaje z Kosmosu

Himalaizm – wspinaczka wysokogórska uprawiana w Himalajach.
W szerszym znaczeniu himalaizm to wspinaczka, podobna co do charakteru do wspinaczki w Himalajach, ale uprawiana także w innych wysokich górach, w których wysokość szczytów przekracza 7000 m n.p.m. Są to Karakorum, Kunlun, Hindukusz, Pamir, Tienszan, Daxue Shan. Himalaizm zaliczany jest przez firmy ubezpieczeniowe do sportów ekstremalnych. Himalaizm jest lokalną odmianą alpinizmu.

## Specyfika himalaizmu
Z technicznego punktu widzenia, ze względu na to, że na szczytach bardzo wysokich gór śnieg i lód zalega przez cały rok – himalaizm jest prawie zawsze wspinaczką lodową.
Ze względu na wysokość, na jakiej się ją uprawia, ma on jednak wiele dodatkowych utrudnień niespotykanych przy wspinaniu w niższych górach. Są to:
- problemy związane z adaptowaniem się organizmu ludzkiego do wysokości powyżej 5000 m n.p.m. (rozrzedzone powietrze, niskie ciśnienie atmosferyczne)
- problemy związane ze skrajnymi warunkami atmosferycznymi (huraganowe wiatry, bardzo ostre promieniowanie słoneczne mogące powodować m.in. ślepotę śnieżną, bardzo niskie temperatury, bardzo mała wilgotność powietrza, ograniczona widoczność)
- problemy związane z długością dróg wspinaczkowych (konieczność wielokrotnego noclegu w ścianie, wyczerpanie długotrwałym wysiłkiem przy braku możliwości regeneracji)
- problemy związane z rozległością terenów górskich (brak dróg dojazdowych, konieczność zgromadzenia dużych zapasów żywności i sprzętu biwakowego, problemy z łącznością, problemy z orientacją w terenie).

Wszystko to razem powoduje, że w himalaizmie mniejsze znaczenie mają czysto techniczno-sprawnościowe umiejętności wspinaczy, a większe kondycja oraz odporność fizyczna i psychiczna.

## Style uprawiania himalaizmu

### Styl oblężniczy
Styl oblężniczy (zwany także wyprawowym) jest najstarszym i najbardziej typowym stylem organizowania wypraw wspinaczkowych w górach typu himalajskiego.
Wyprawa taka tworzy zwykle u podnóży góry rozbudowaną bazę, z której organizowane są kolejne próby „ataku”. Sam „atak” jest zwykle wielodniową operacją, polegającą na pokonywaniu kolejnych fragmentów drogi, budowania wzdłuż niej systemu lin i innych ułatwień (tzw. poręczowanie), budowania kolejnych obozów przejściowych, transportowania do nich odpowiednich ilości sprzętu i zapasów żywności, a następnie kontynuowania tej procedury, aż do zbudowania obozu podszczytowego, z którego wreszcie organizuje się ostateczne „ataki szczytowe”.
Osoby zaangażowane w wyprawę dzielą się na tragarzy, obsługę techniczną, wspinaczy „robotników” i wreszcie „szpicy” – czyli wybranej grupy 3-4 wspinaczy, którzy są przez cały czas wyprawy oszczędzani, aby mieć maksymalnie dużo sił na atak szczytowy.
Styl ten jest bardzo kosztowny i czasochłonny.

### Styl alpejski
Jest to styl, w którym samotny wspinacz lub nieliczna grupa wspinaczy (2-4) ogranicza liczbę sprzętu do minimum, tak aby być w stanie samemu dostarczyć go pod szczyt. Szczyt jest atakowany bezpośrednio z bazy przez cały zespół naraz bez zakładania stałych obozów pośrednich i poręczowania.

### Styl kapsułowy
Styl pośredni między oblężniczym a alpejskim. Wspinacz dźwiga cały swój dobytek ze sobą, przenosi go naraz i nie zakłada obozów pośrednich (tak jak w stylu alpejskim), ale całą drogę pokonuje kilkukrotnie, na przykład w celu aklimatyzacji.

### Styl solowy
W stylu tym pojedynczy wspinacz bierze z sobą tylko tyle sprzętu, ile sam jest w stanie unieść i całkowicie w pojedynkę stara się wejść na szczyt bez budowania jakichkolwiek obozów pośrednich. Czasami zdarza się, że wspinacz-solista jest wspomagany przez kilku kolegów, ale tylko przy organizacji bazy. Czasami z kolei zdarza się, że wspinacz-solista korzysta gościnnie z bazy dużej wyprawy, która „szykuje” się na jakiś pobliski szczyt.

## Historia polskiego himalaizmu
Prawdopodobnie pierwszym Polakiem w Himalajach był Bronisław Grąbczewski.
Pod koniec lat 20 XX wieku do wyprawy na Everest w swoim artykule namawiał polskich wspinaczy Jerzy Golcz.
Wstępem do himalaizmu były pierwsze polskie wyprawy wysokogórskie w Andy, które zapisały na swoim koncie wiele sukcesów:
- Pierwsza Polska Wyprawa Andyjska 1933/34 pod kierownictwem Konstantego Narkiewicza-Jodko (pierwsze wejścia na 5 sześciotysięczników – Mercedario (6720 m), Cerro Ramada (6384 m), La Mesa (6200 m), Alma Negra (6110 m), Pico Polaco (6050 m), 3 pięciotysięczniki – m.in. Cerro Negro (5550 m) oraz nowa droga na Aconcagua)
- Druga Polska Wyprawa Andyjska 1936/37 pod kierownictwem Justyna Wojsznisa (pierwsze wejście na Ojos del Salado)

oraz wyprawy na Spitsbergen, Atlas, Kaukaz i Ruwenzori.
Historia polskiego himalaizmu zaczyna się w drugiej połowie lat 30. XX wieku.
W 1936 powołano w Polsce Komitet Himalajski Klubu Wysokogórskiego, natomiast pierwsza wyprawa w Himalaje odbyła się w 1939 roku. Polacy zdobyli wówczas dziewiczy wschodni wierzchołek Nanda Devi.
II wojna światowa, a następnie sytuacja polityczna w Polsce Ludowej po zakończeniu wojny uniemożliwiła polskim wspinaczom działalność górską poza polskimi górami. Dopiero w roku 1956 po śmierci Bolesława Bieruta wznowiono starania o organizację kolejnych polskich wypraw w góry wysokie. W tym też roku Polska po sześcioletniej przerwie była ponownie reprezentowana na kongresie UIAA w Madrycie, udało się także zorganizować dwie wyprawy w Alpy, a Jerzy Rudnicki jako pierwszy Polak zdobył Elbrus. W sierpniu 1956 po raz pierwszy wydana została książka Janusza Klarnera opisująca wyprawę z roku 1939. W 1960 udało się wreszcie zorganizować wyprawę w góry wysokie, nie była to co prawda wyprawa w Himalaje, lecz w Hindukusz (wyprawa na Noszak), ale rozpoczęła ona nową erę polskich wypraw w góry wysokie. Także w roku 1960 Adam Skoczylas i Jerzy Hajdukiewicz uczestniczyli w zorganizowanej przez Szwajcarów międzynarodowej wyprawie pod kierownictwem Maxa Eiselina na Dhaulagiri, która dokonała pierwszego wejścia na ten ośmiotysięcznik.
W okresie 1950–1960, trzynaście spośród czternastu głównych dziewiczych ośmiotysięczników zostało zdobytych, a w 1964 został zdobyty ostatni dziewiczy ośmiotysięcznik. Polacy więc w swoich początkach działali na Kaukazie, w Hindukuszu (m.in. Kohe Nadir Shah, Noszak, Akher Chagh, Kohe Mandaras, Kohe Hawar, Kohe Keshnikhan, Kohe Bandaka, Kohe Tez, Kohe Sesare; w roku 1976 miało miejsce 13 polskich wypraw, a w 1977 aż 22 polskie wyprawy zdobyły 102 szczyty z tego 29 to były pierwsze wejścia), Pamirze, a w Himalajach i Karakorum skupili swoją aktywność na szczytach niższych, ale często dziewiczych jak np. Malubiting (pierwsza polska powojenna wyprawa w region Himalajów i Karakorum), Kunyang Chhish, CB13A (6180 m), CB12, Kangbachen, Ghenta Sar, Shispare, Broad Peak Middle (pierwszy szczyt ośmiotysięczny zdobyty przez Polaków), Gaszerbrum III, Kanczendzonga Południowa, Kanczendzonga Środkowa, Ngadi Chuli (Peak 29, który był wówczas najwyższym niezdobytym jeszcze szczytem na Ziemi), Maszerbrum południowo-zachodni.
W roku 1975 Wanda Rutkiewicz zorganizowała wyprawę do Karakorum w masyw Gaszerbrum. Wyprawa mimo wielu nieporozumień między uczestnikami odniosła duży sukces:
- 1 sierpnia Leszek Cichy, Janusz Onyszkiewicz i Krzysztof Zdzitowiecki stanęli na szczycie Gaszerbrum II. Było to pierwsze wejście Polaków na jeden z czternastu głównych ośmiotysięczników.
- 9 sierpnia na ten sam wierzchołek wszedł kolejny zespół męski – Janas, Łapiński, Woźniak.
- 11 sierpnia Wanda Rutkiewicz, Alison Chadwick-Onyszkiewicz, Janusz Onyszkiewicz i Krzysztof Zdzitowiecki zdobyli Gaszerbrum III, który był wówczas najwyższym niezdobytym jeszcze szczytem na Ziemi.
- 12 sierpnia na Gaszerbrum II wszedł zespół kobiecy – Halina Krüger-Syrokomska i Anna Okopińska.

W 1978 roku miała miejsce polsko-brytyjska wyprawa na 1700-metrową południową ścianę Changabang. Monolityczny, niemal czysto skalny filar południowy został pokonany w stylu alpejskim. 27 września 1978, po ośmiu dniach akcji non-stop na szczycie stanęli: Wojciech Kurtyka (kierownik wyprawy), Alex MacIntyre, John Porter i Krzysztof Żurek. Droga ta miała rekordowe trudności techniczne, a jej pokonanie i styl odbiło się głośnym echem w środowisku wspinaczkowym i otworzyło przed Polakami możliwości udziału w kolejnych prestiżowych wyprawach.
W 1981 polska wyprawa Klubu Wysokogórskiego Zakopane w składzie: kierownik Ryszard Szafirski, Maciej Berbeka, Bogusław Probulski, Ryszard Gajewski, Maciej Pawlikowski, Włodzimierz Stoiński, Zdzisław Kiszela i Lech Korniszewski wytyczyła nową drogę środkowym filarem południowej ściany Annapurny i dokonała pierwszego wejścia na Annapurnę I środkową (8051 m n.p.m.). 23 maja 1981 na wierzchołku stanęli Maciej Berbeka i Bogusław Probulski. Droga Zakopiańczyków, którą nazwali Drogą Jana Pawła II została uznana za najlepsze osiągnięcie sezonu himalajskiego w 1981 roku.
23 czerwca 1986 Wanda Rutkiewicz jako pierwsza kobieta na świecie stanęła na szczycie K2.
W czerwcu 1988 zorganizowano 10-osobową polską wyprawę na dziewiczą 4-kilometrowej wysokości południowo-zachodnią ścianę Haramosh. 28 lipca szczyt zdobyli Mieczysław Jarosz, Kazimierz Malczyk i Marek Pronobis, a 30 lipca Janusz Baranek, Andrzej Mostek i Kazimierz Wszołek. Także 30 lipca uczestnicy tej wyprawy – Mirosław Konewka i Jacek Wiltosiński dokonali pierwszego wejścia na Sari Sumari.
9 września 1989 Dariusz Załuski i Paweł Józefowicz dokonali pierwszego wejścia na Hagshu (6515 m n.p.m.).
W 1993 Dariusz Załuski i Jerzy Natkański dokonali pierwszego wejścia na Borondo Sar (6800 m n.p.m.).
Trzech Polaków zdobyło Koronę Himalajów: Jerzy Kukuczka, Krzysztof Wielicki i Piotr Pustelnik.

### Polski himalaizm zimowy
Polscy wspinacze z przyczyn politycznych pozbawieni możliwości konkurowania o pierwsze wejścia na ośmiotysięczniki, rzucili wyzwanie wspinaczom całego świata w konkurowaniu w ekstremalnej wspinaczce, jaką jest zdobywanie gór wysokich zimą. Prekursorem wspinaczki zimowej był słynący z pierwszego zimowego przejścia grani głównej Tatr – Andrzej Zawada, który 13 lutego 1973 wraz z Tadeuszem Piotrowskim zdobył Noszak. Wówczas było to pierwsze wejście człowieka zimą na szczyt siedmiotysięczny.
W roku 1974 zorganizowano wyprawę na Lhotse. Miała to być wyprawa jesienna, lecz z powodu wielu problemów wyjazd się opóźnił i wyprawa stała się jesienno-zimową. Była to więc pionierska wyprawa, gdyż po raz pierwszy ludzie wspinali się zimą na ośmiotysięcznik. 25 grudnia Andrzej Zawada i Andrzej Heinrich osiągnęli wysokość 8250 metrów co było pierwszym w historii przekroczeniem wysokości 8000 metrów zimą.
W kolejnych latach polscy wspinacze zdobywali zimą ośmiotysięczniki. Pierwszym z nich był od razu najwyższy – Mount Everest (rok 1980). W latach 80. wszystkie pierwsze wejścia zimowe na ośmiotysięczniki należały do Polaków: 1984 – Manaslu (pierwsze zimowe wejście bez wspomagania tlenem), 1985 – Dhaulagiri i Czo Oju (jedyne w historii zimowe wejście na ośmiotysięcznik dokonane nową drogą), 1986 – Kanczendzonga, 1987 – Annapurna, 1988 – Lhotse. W międzyczasie, 24 grudnia 1983 Tadeusz Piotrowski i Andrzej Bieluń dokonali pierwszego wejścia zimowego na siedmiotysięcznik Api, a 3 stycznia 1988 Mikołaj Czyżewski, Kazimierz Kiszka i Adam Potoczek na siedmiotysięczny Langtang Lirung.
Po sukcesach w zimowej wspinaczce w latach 80, polscy himalaiści zostali przez zagranicznych wspinaczy ochrzczeni mianem Lodowych Wojowników (ang. The Ice Warriors).
Kolejne pierwsze zimowe wejście na ośmiotysięcznik Sziszapangma miało miejsce dopiero w roku 2005 i ponownie dokonał tego Polak – Piotr Morawski, któremu towarzyszył włoski wspinacz Simone Moro. Kierownikiem wyprawy był Jan Holnicki-Szulc.
Następnego pierwszego zimowego wejścia dokonali Adam Bielecki i Janusz Gołąb, którzy w marcu 2012 zdobyli Gaszerbrum I. Kierownikiem wyprawy był Artur Hajzer.
5 marca 2013 pierwszego zimowego wejścia na Broad Peak dokonali Maciej Berbeka, Adam Bielecki, Tomasz Kowalski i Artur Małek. Kierownikiem wyprawy był Krzysztof Wielicki. W efekcie 10 z 14 pierwszych zimowych wejść na ośmiotysięczniki należy do Polaków.
W roku 2011 ukazała się książka „Freedom Climbers” autorstwa kanadyjki Bernadette McDonald opisująca sukcesy Polaków w Himalajach. Książka wygrała Banff Mountain Book Festival w Kanadzie, otrzymała prestiżową brytyjską nagrodę Boardman Tasker Prize oraz amerykańską Prix American Alpine Club. W kolejnych latach została przetłumaczona na język: polski – „Ucieczka na szczyt”, francuski – „Libres comme l’air”, włoski – „Volevamo solo scalare il cielo”, niemiecki – „Klettern für Freiheit”, hiszpański – „Escaladores de la libertad”, słoweński – „Iskalci svobode”, koreański.

## Zimowe rekordy
- Jerzy Kukuczka jako jedyny człowiek na świecie zdobył dwa ośmiotysięczniki w ciągu jednej zimy.
- Jerzy Kukuczka i Simone Moro jako jedyni na świecie zdobyli cztery ośmiotysięczniki zimą.
- Simone Moro jako jedyny ma cztery pierwsze zimowe wejścia na ośmiotysięczniki.
- Po trzy pierwsze wejścia zimowe na ośmiotysięczniki mają: Jerzy Kukuczka, Krzysztof Wielicki i Maciej Berbeka.
- Po dwa pierwsze zimowe wejścia na ośmiotysięczniki mają: Adam Bielecki i Denis Urubko.
- Maciej Berbeka i Maciej Pawlikowski jako jedyni ludzie na świecie weszli na ośmiotysięcznik zimą wytyczając nową drogę.